# Rathaus-Galerie Leverkusen
Die Rathaus-Galerie Leverkusen ist ein Einkaufszentrum in der bergischen Großstadt Leverkusen. Sie ist das größte Shopping-Center der Stadt und wird von der Hamburger ECE-Gruppe betrieben. Die Rathaus-Galerie befindet sich derzeit noch im Besitz des in Abwicklung befindlichen offenen Immobilienfonds CS Euroreal, die dieser mit € 207,4 Mio. zum 31. März 2014 bewertet hatte.

## Beschreibung
Die Rathaus-Galerie wurde am 24. Februar 2010 eröffnet. Das Investitionsvolumen in den Bau des Einkaufszentrums lag laut Betreiber bei 200 Millionen Euro. Auf den ersten drei Etagen wurden 22.600 m² Verkaufsfläche eingerichtet, die von etwa 120 Fachgeschäften genutzt werden. Hinzu kommen Flächen für die Gastronomie und diverse Dienstleister. Als bekannte Marken oder Händler haben unter anderem die Modeketten C&A und H&M, der Elektrofachmarkt Saturn, der Buchhandel Thalia Bücher oder der Lebensmitteleinzelhandel REWE Verkaufsflächen angemietet. Darüber befinden sich zwei Parkebenen mit knapp 500 Stellflächen. Mittig darüber befindet sich eine gläserne Rotunde, die auf über 5000 m² unter anderem das städtische Rathaus beherbergt. Außerdem ist die Stadtbibliothek Leverkusen über die Rathaus-Galerie zu erreichen. Täglich kommen rund 28.300 Besucher in die Rathaus-Galerie, in der 950 Angestellte arbeiten.

## Infrastruktur

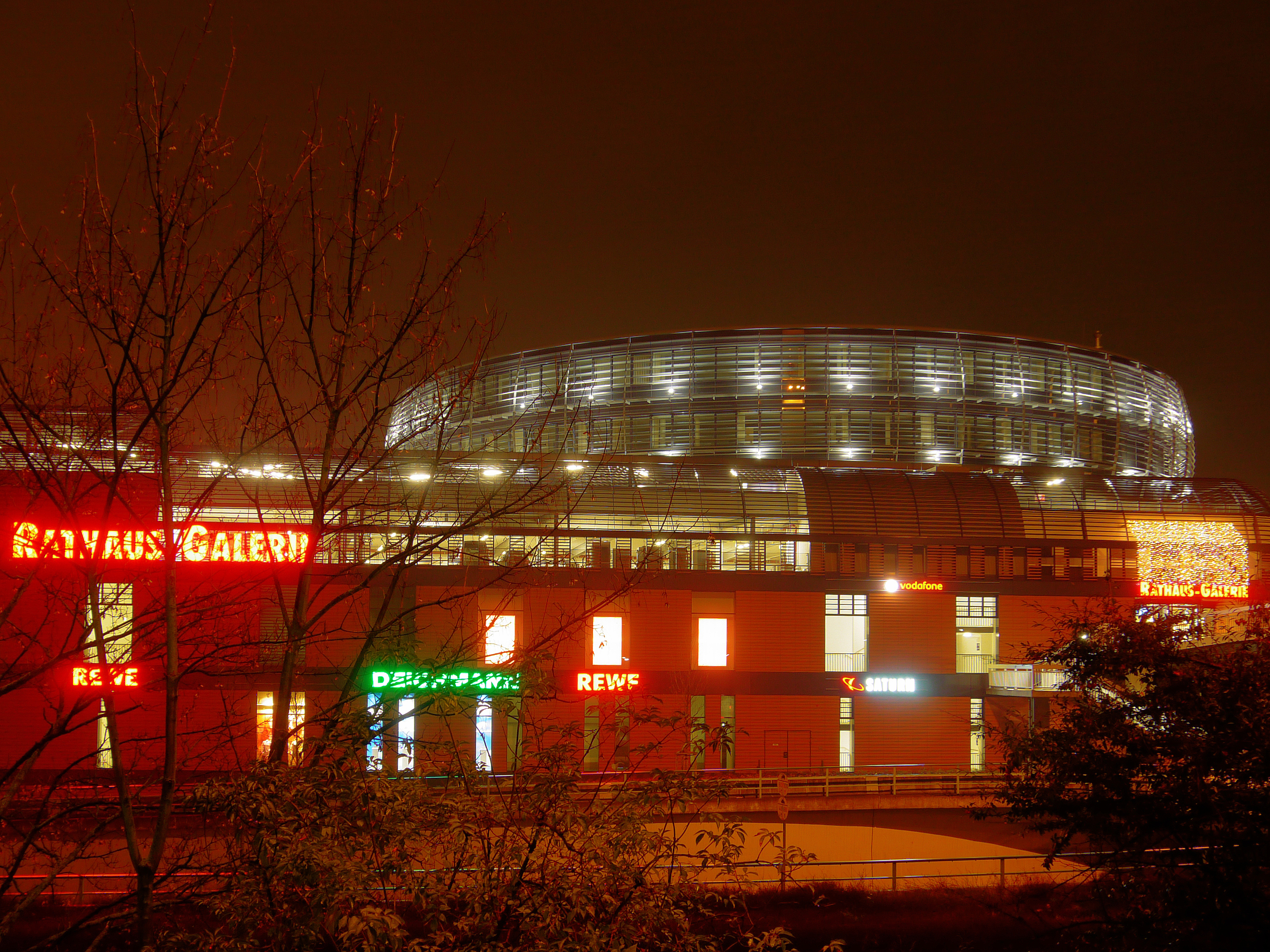

Die Galerie befindet sich in der Stadtmitte von Wiesdorf, dem Leverkusener Zentrum, auf dem Areal des Friedrich-Ebert-Platzes. Im Zuge der Neugestaltung des Areals wurden bis 2007 unter anderem das alte Leverkusener Rathaus von 1977, das Stadthaus und das Bayer-Kaufhaus abgetragen. Im Einzugsgebiet, das einen Anfahrtsweg von bis zu 45 Minuten umfasst, wohnen über 630.000 Menschen.
Erreicht werden kann das Einkaufszentrum durch den öffentlichen Nahverkehr, über die A 1 und die A 3 sowie über die Bundesstraßen 8, 51 und 232.